# Appias cardena
Appias cardena är en fjärilsart som först beskrevs av William Chapman Hewitson 1861.  Appias cardena ingår i släktet Appias och familjen vitfjärilar. Inga underarter finns listade i Catalogue of Life.

## Bildgalleri

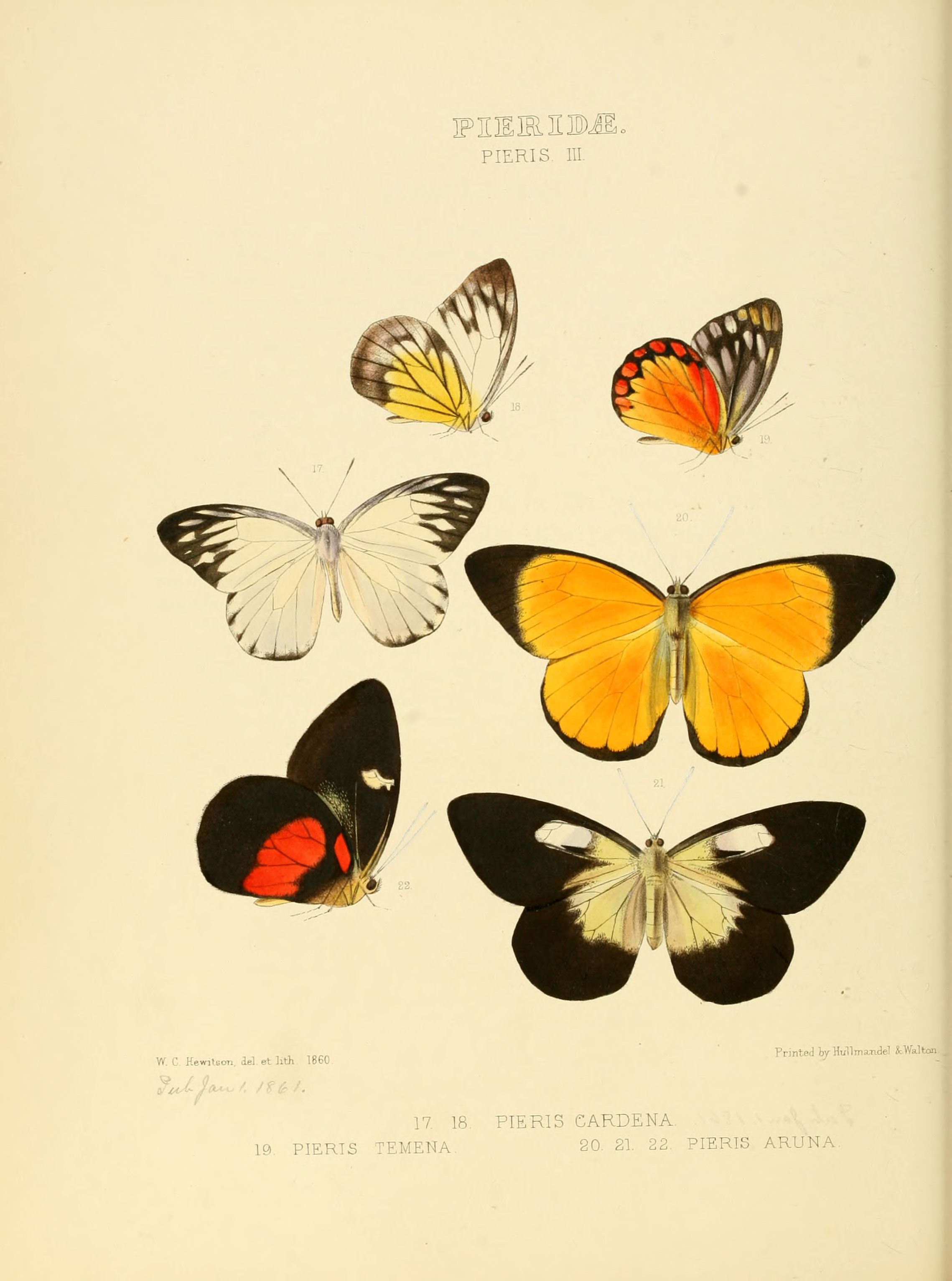